# Hendrik Weyenbergh
Hendrik Weyenbergh ( Haarlem, 6 de diciembre de 1842 – Bloemendaal - 27 de julio de 1885) fue un zoólogo neerlandés nacionalizado argentino, que desarrolló gran parte de su carrera en Argentina, fundando en 1873 el Museo de Zoología de la Universidad Nacional de Córdoba.
Llegó a la Argentina en 1872, siendo un joven doctor en ciencias naturales graduado en la Universidad de Göttingen, a invitación de Carlos Germán Burmeister. Se le había ofrecido la recientemente creada Cátedra de Zoología de la Universidad Nacional de Córdoba, y se aplicó a la docencia, la investigación y la formación del museo, para el cual obtuvo numerosas piezas autóctonas. Tras conflictos con Burmeister que implicaron su separación temporal de la Universidad, se reintegró a ella y fue miembro fundador de la Sociedad Entomológica Argentina, eventualmente Sociedad Zoológica Argentina.
Como presidente de la SZA, creó y dirigió el Periódico Zoológico y promovió la creación de la Academia Nacional de Ciencias (Córdoba) en su forma actual, de la que fue el primer presidente (1878). También tuvo activa participación en la constitución (año 1877) de la Facultad de Medicina en la Universidad Nacional de Córdoba, actuando como primer profesor y Decano.
Muy joven, en 1884, enfermó y regresó a Holanda, donde murió en 1885.